# 兹德拉夫科·拉伊科夫
兹德拉夫科·拉伊科夫（羅馬化：Zdravko Rajkov，1927年12月5日—2006年7月30日），塞尔维亚男子足球运动员，司职前锋。他曾入选1952年夏季奥运会南斯拉夫男子足球队名单，但并未上场参赛。他也曾参加1958年国际足联世界杯。